# U Veliké řeky
U Veliké řeky je povídková kniha pro děti a mládež českého spisovatele, pedagoga a archeologa Eduarda Štorcha z roku 1932. Jedná se o přepracované vydání autorovy prózy Praha v době kamenné z roku 1910. Na rozdíl od Prahy v době kamenné neobsahuje výkladový dodatek, jde čistě o beletristické dílo.
Děj tohoto prozaického útvaru se odehrává v době kamenné v blízkosti Veliké řeky neboli Vltavy. Na březích a v okolí zde žijí v míru či nepřátelství rody Medvědů, Bobrů, Sokolů, Jelenů, Tetřevů, Sluk, Vrán, Vlků, Volavek.

## Praha v době kamenné
V roce 1909 vyšly ve II. ročníku dětského časopisu Jaro dvě Štorchovy povídky Zápas na hradišti a Před sedmi tisíci léty ilustrované Mikolášem Alšem. Šlo o ukázky z připravované knihy Praha v době kamenné, která vyšla ve dvou vydáních/verzích (jedna pro žáky, druhá s výkladem pro učitele) v roce 1910, tedy jako napůl beletristické a napůl populárně-naučné dílo. Jednalo se o stejný koncept jako spis Člověk diluviální – později přepracovaný do románu Lovci mamutů.

První kapitola knihy nazvaná Před sedmi tisíci léty se částečně odehrává na eneolitickém opevněném hradišti na Zámkách u Prahy-Bohnic. Štorch nakreslil i mapku pravěké Prahy, na níž jsou zakreslena fiktivní území kmenů vyskytujících se v knížce.

## Postavy
- Šťastná Chvíle
- Sokolí Oko
- Silný Bobr
- Há-užč
- Egy-užč
- Ostrý Vítr
- Prskavý Bobr
- Klátivý Medvěd
- Huňatý Medvěd
- Slídivá Vlčice
- Kousavá Vlčice
- Bílá Medvědice
- Jasnoočka
- Medvědí Tlapka
- Batulík
- Hebká Medvědice
- Prudký Vlk
- Rosní Krůpěj
- Vlčí Trhák
- Šedý Vlk
- Vlčí Pazour
- Tučný Vlk
- Kňučivý Vlk
- Okatá Vlčice
- Plačtivá Sokolice
- Hrdá Sokolice
- Bílá Sokolice
- Rychlý Sokol
- Výskavý Sokol
- Červený Medvěd
- Prchavá Sluka
- Štíhlá Volavka
- Sokolí Zobec
- Kintu
- Ma'anta
- Slučí Blesk
- Tetřeví Pero
- Černý Tetřev
- Bobří Hryz
- Vlčí Dráp
- Jednooký Vlk
- Šedivý Jelen
- Skalní Vrána

## Kapitoly
U Veliké řeky: Příběhy z doby kamenné., 1932, Dědictví Komenského, 3. vydání
- Před sedmi tisíci léty.
- Na Vltavě.
- Pohřeb.
- Lov na zubra.
- Náčelník Medvědů.
- Lesní lidé.
- Sokolí Oko.
- Zápas na hradišti.
- Praotec Kintu.
- Kupci.
- Zima.

## Vydání
- Praha v době kamenné, 1910, 1. vydání pro žáky, Dědictví Komenského[3]
- Praha v době kamenné, 1910, 2. paralelní vydání s výkladem pro učitele, Dědictví Komenského[3]
- U Veliké řeky: Příběhy z doby kamenné., 1932, Dědictví Komenského, 3. vydání[3]
- U Veliké řeky, 1940, Toužimský & Moravec, 4. vydání
- U Veliké řeky, 1956, Státní nakladatelství dětské knihy, 5. vydání
- U Veliké řeky, 1962, Státní nakladatelství dětské knihy, 6. vydání
- U Veliké řeky: Dobrodružství dávných lovců na Vltavě, 1966, Státní nakladatelství dětské knihy, 7. vydání
- U Veliké řeky, 1972, Albatros, 8. vydání
- U Veliké řeky, 2004, Albatros, 9. vydání
- Osada Havranů / U Veliké řeky, 2018, Albatros
- Osada Havranů / U Veliké řeky, 2022, Albatros